# Centennial Olympic Park
Centennial Olympic Park é um extenso parque público (85 000 m²) localizado no centro de Atlanta, Geórgia. Pertence e é operado pela Georgia World Congress Center Authority.
O parque foi construído pelo Comitê de Atlanta para os Jogos Olímpicos (ACOG), como parte das melhorias de infra-estrutura para os Jogos Olímpicos de Verão de 1996. Billy Payne, executivo-chefe da ACOG, concebeu-o tanto para uso durante as Olimpíadas, como para o futuro de Atlanta. 